# 洛哈姜格烏帕齊拉
洛哈姜格乌帕齐拉是孟加拉国蒙希甘傑縣的一个乌帕齐拉，位於達卡专区的蒙希甘傑縣。。

## 人口
據1991年孟加拉國人口普查，洛哈姜格共有戶數26,570戶，人口153,433人。其中男性佔比50.07%，女性佔比49.93%；成年人口72,930人。該地7歲以上人口之平均識字率為37.1%，高於全國平均值（32.4%）。